# Lili Grün
 (juillet 2024).
Lili Grün, née le 3 février 1904 à Vienne et morte le 1er juin 1942 au camp de Maly Trostenets, en Biélorussie, est une écrivaine et actrice autrichienne

## Biographie
Lili Grün naît le 3 février 1904 à Vienne, dans une famille de commerçants juifs. Elle perd ses parents très tôt, entre en contact avec des artistes de gauche et part  pour Berlin à la fin des années 20, où elle s'essaye à la comédie et à l'écriture. Elle devint membre du groupe de cabaret "Die Brücke", mais doit gagner sa vie comme vendeuse dans une pâtisserie.
Elle publie son premier roman en 1933.
Le 27 mai 1942, Lili Grün est déportée de Vienne et assassinée le jour même de son arrivée au camp de Maly Trostenets, en Biélorussie, le 1er juin 1942.